# Norah Amsellem
Norah Amsellem (Parijs, 1970) is een Franse sopraan, geboren in Parijs, en een vertolkster van Italiaanse en Franse opera.
Zij studeerde harp en piano voor zij toetrad tot het koor van Radio France. Zij nam deel aan het Merola Opera Program van de San Francisco Opera. Zij behaalde haar Bachelor of Arts aan de Princeton-universiteit, nam deel aan het Lindemann Young Artist Development Program van de Metropolitan Opera, aan de Juilliard School in New York, met Lorraine Nubar en Renata Scotto.
Zij onderscheidt zich door haar interpretaties in de rollen van Violetta in La Traviata van Giuseppe Verdi, Mimi en Musseta in La Boheme van Giacomo Puccini, Gilda in Rigoletto, Liu in Turandot, Manon van Jules Massenet, Norina in Don Pasquale van Gaetano Donizetti, Adina in L'elisir d'amore van Vincenzo Bellini, Juliette in Roméo et Juliette van Charles Gounod, Leila in Les pêcheurs de perles en Micaela in Carmen de Georges Bizet waarmee zij internationale roem verwierf.
Zij trad op in de Metropolitan Opera van New York, in het Teatro alla Scala, de San Francisco Opera, Covent Garden, de Wiener Staatsoper, in München, Berlijn, Parijs, het Liceu in Barcelona, Teatro Real in Madrid, het Teatro Colón in Buenos Aires, in Genève, Bologna, Florence, Santiago, Seattle, Palm Beach en andere operahuizen.

## Discografie
- Bizet: Carmen / Pappano (DVD)
- Debut - Mélodies Françaises - Debussy - Baldwin
- Puccini: La Bohème / Spano
- Verdi: La Traviata / López Cobos, Teatro Real (DVD)
- Verdi: Songs / Norah Amsellem, Lydia Jardon